# Literaire kritiek
Literaire kritiek of literatuurkritiek ontstaat zodra iemand min of meer doordacht (en meestal geschreven) reageert op een literaire tekst. Dit kan gebeuren in de vorm van een signalement, een recensie in krant of tijdschrift, een lang kritisch stuk in een tijdschrift of boek.

## Kenmerken
Altijd wordt er een waardeoordeel over het verhaal uitgesproken, dat in het beste geval met argumenten wordt onderbouwd. De argumenten kunnen verschillen, en vaak komen ze in combinatie voor:
- Esthetische argumenten (Is het verhaal mooi of verrassend geschreven?)
- Morele argumenten (Handelen de personages goed of slecht?)
- Structurele  argumenten(Zit het verhaal logisch in elkaar?)
- Literair-historische argumenten (Zorgt het verhaal voor vernieuwing?)
- Emotionele/emotieve argumenten (Raakt het verhaal mij?)
- Realistische argumenten (Is het verhaal geloofwaardig?)
- Intentionele argumenten (Wat is de boodschap?)
- Stilistische argumenten (Is de stijl en formulering bijzonder/goed?)

Dergelijke kritiek reikt verder dan een samenvatting en een waardeoordeel: ze analyseert en interpreteert het boek en plaatst het in een ruimer kader. Als de klemtoon valt op het werk zelf, spreekt men van ergocentrische kritiek (vergelijk close reading). Wanneer de criticus zich vooral bezighoudt met de persoon en de ideeën van de schrijver, spreekt men van personalistische kritiek. Dit staat in de Nederlandse literatuur bekend als de 'Vorm of vent'-discussie.

## Geschiedenis
Hoewel er altijd is gesproken over de kwaliteit van literatuur - Aristophanes' komedie De kikkers uit 405 v.Chr. mag gelden als het begin - is de literaire kritiek als genre ontstaan in het Frankrijk en Engeland van de achttiende eeuw. Mondelinge, geïmproviseerde literaire kritiek werd onder meer beoefend in de naoorlogse Duitse Gruppe 47 en in literaire radio- of televisieprogramma's als het Franse 'Apostrophes' (met Bernard Pivot) en het Duitse 'Literarisches Quartett' (met Marcel Reich-Ranicki). In het Nederlandse taalgebied kan worden gewezen op bijvoorbeeld 'Hier is... Adriaan van Dis'.
Een meer recente ontwikkeling is de online literaire kritiek, die in het Nederlands taalgebied wordt vertegenwoordigd door onder andere Recensieweb, 8Weekly en LiterairNederland. De waarde van deze vorm van burgerjournalistiek is ter discussie gesteld door bijvoorbeeld de schrijver Herman Stevens en verdedigd door de aangevallen redacties. Uit wetenschappelijk onderzoek blijkt dat de digitale literatuurkritiek weliswaar groeit, maar nog niet de reputatie van de kritiek in papieren media kan evenaren.